# San Justo (departamento de Córdova)
San Justo é um departamento da Argentina, localizado na província de Córdoba. Possuía, em 2019, 226.448 habitantes.